# Denton (Georgia)
Denton – miasto w Stanach Zjednoczonych, w stanie Georgia, w hrabstwie Jeff Davis.

## Demografia
W 2000 miasto to było zamieszkiwane przez 269 osób. W 2023 liczba mieszkańców spadła do 188 osób, a gęstość zaludnienia do 47,1 osoby/km².